# Naundorf (Uhlstädt-Kirchhasel)
Naundorf ist ein Ortsteil der Gemeinde Uhlstädt-Kirchhasel im Landkreis Saalfeld-Rudolstadt in Thüringen.

## Geografie
Naundorf liegt 210 m über NN rechts der Saale an der Kreisstraße 121 im Eingangsbereich des bewaldeten Tales in das Bergland um den Berg Kulm nahe Saalfeld und Rudolstadt. Benachbarte Orte sind südlich Langenschade, nördlich Catharinau und nördlich Kolkwitz. Der Schusterstieg von Rudolstadt nach Pößneck führt als kürzeste Verbindung zwischen den beiden Städten durch den Ort.

## Geschichte
Am 13. Februar 1140 wurde der Weiler urkundlich erstmals erwähnt. Neben der Landwirtschaft spielte auch einst das Mühlengewerbe eine bedeutende Rolle. Die wassergetriebenen Mühlen verschwanden dann durch andere Antriebsmaschinen.  55 Bürger wohnen in dem Weiler.